# Морденс
«Морденс» (лат. Mordens) — арт фолк-группа из города Саранска (Республика Мордовия). Основана Юрием Буянкиным в апреле 2005 года. С 2011 года документально именуется как "Национальный оркестр «Морденс». Одна из самых именитых и известных музыкальных команд финно-угорского языкового пространства России. Знакомит слушателя с древним мордовским мелосом, работая в синтезе жанров: прогрессивный рок, фолк-рок, психоделический рок, поп-рок. Её стилистическим направлением может служить определение mordovian ethno rock world music. Органично насыщая композиции полифонией и многоразмерностью, сохраняет и развивает традицию музыкальной культуры своих предков. Лидер «Mordens», автор музыки и вокально-инструментальных аранжировок традиционной народной мордовской песни — Юрий Буянкин. В ряде произведений соавторы аранжировок для ударных инструментов и электрогитары — Алексей Князьков, Юрий Амиров.

## Название
Автором названия является Андрей Алёшкин, идейный вдохновитель команды.
Некогда имя мордовского народа в Европе в VI веке впервые было обозначено как «Mordens» (исторический труд «Getica» готского путешественника Jordanes). Среди множества интерпретаций значения имени мордовского народа (с древнеперсидского — «мужчина-воин», с латыни — «смерть дарующий» и т. п.), ключевым является его самоопределение. На многих родственных финно-угорских языках слова схожие фонетически «Морт», «Мурт», «Мард» переводятся как «человек» и «предок-праотец». На языке мокши и эрзи «Морот» означает «песни».

## История
Арт фолк-группа Морденс основана в 2005 г. в г. Саранске. Является обладателем трёх Гран-при Всероссийских общенациональных конкурсов (Серебряные голоса — Иваново-2007, Красота спасет мир — Москва-2007, Морозко — Казань-2008), победителем песенного конкурса миноритарных народов Европы «Laulun laulut» («Песни песен», Швеция, 2007 г.). Параллельно с участием в многочисленных российских и зарубежных фестивалях, группа создает свой первый мега-проект — музыкально-театрализованное представление «Эрямонь парь» («Кладезь жизни»), хитом действа которого становятся аранжировки современного видения традиционных свадебных обрядовых песен мордовского народа. В 2010 г. группа обретает профессиональный статус, с 2011 г. официально именуется как «Национальный оркестр Морденс». Коллектив базируется в Мордовском государственном национальном драматическом театре. В 2012 г. за создание музыки этно-рок оперы «Сказания Предков» и её исполнение, удостоен звания лауреата Государственной премии Республики Мордовия. В текущем году Mordens продолжает успешно гастролировать. Один из последних туров состоялся в Киеве, где команда была хэдлайнером второй главной сцены на 10-м Международном этническом фестивале «Країна мрій» («Страна мечты»).

## Проекты
- 2009 — музыкально-театрализованное представление «Эрямонь парь» («Кладезь жизни»), совместная постановка с актерами Национального Драматического театра современного видения традиционных обрядов мордовского народа.
- 2010 — музыкальные произведения к так и не состоявшейся режиссёрской постановке спектакля «Эрьмезь»
- 2011 — музыкально-театрализованное представление «Эряфонь парь» («Кладезь жизни»), реформированная постановка 2009 г. с дополнением новых композиций.
- 2012 — создание и постановка 1-й мордовской этно-рок оперы «Mordens. Марямс лиякс» («Морденс. Понять иначе») или «Сказания предков».
- 2013 — «Электроплемя», синтез электронной клубной музыки и традиционных мордовских наигрышей. Проект в работе.

## Дискография
- 2004 — «Минек эрямось кадовсь тевтнесэ» («Наша жизнь осталась в наших делах») или Трилогии любви — авторский проект Юрия Буянкина — CD альбом
- 2006 — «Морденс мери, Пазчанготь! Саранск — 2006» («Морденс говорит, Благослови! Саранск — 2006») — DVD альбом
- 2009 — «Эрямонь парь» («Кладезь жизни») — музыкально-театрализованное представление — DVD альбом

## Основной состав
- Юрий Буянкин — бас-гитара, гитара, вокал, мелодическая гармоника (2005 — наши дни)
- Роман Галишников — мультиинструменталист, вокал, грувбокс, звукоинженер (2005 — наши дни)
- Наталья Егорова — клавишные инструменты (2011 — наши дни)
- Дарья Москвина — солистка / джазовый вокал (2007 — наши дни)
- Светлана Войтенко — скрипка (2011 — наши дни)

## Приглашенные артисты
- Елена Алышева — солистка / академический вокал (2005 — наши дни)
- Алексей Князьков — ударные инструменты (2005 — наши дни)
- Александр Лобурёв — солист / академический вокал (2013 — наши дни)
- Алексей Мастяев — студийный звукоинженер (2011 — наши дни)
- Андрей Алёшкин — главный режиссёр / покш атя (2005 — наши дни)

## Бывшие участники
- Олеся Сосновская — вокал, хореография (2007—2013)
- Юрий Амиров — эл.гитара (2005—2012)
- Наталья Рожкова — скрипка (2006—2010)
- Екатерина Кутаева — солистка / народный вокал (2005—2006)

## Остальные участники прошлых лет
- Денис Салдатов — скрипка
- Александр Кузьмин — скрипка
- Андрей Ромашкин — скрипка, вокал
- Хатия Гармелия — вокал
- Дарья Монахова — скрипка
- Нелли Нечепуренко — скрипка
- Кирилл Киреев — мини-аккордеон
- Мария Костерина — хореография
- Александра Тряпкина — скрипка
- Оксана Федорова — клавишные инструменты
- Иван Ацапкин — вокал
- Татьяна Романовская — скрипка
- Вячеслав Леушкин — звукоинженер
- Анастасия Сулацкова — джембе
- Георгий Цыганкин — эл.гитара
- Екатерина Харитонова — клавишные инструменты
- Марина Колесникова — вокал

## Награды «Морденс»
- 2007 — Лауреат и обладатель Гран-при VIII Российского конкурса юных вокалистов «Серебряные голоса» (г. Иваново)
- 2007 — Лауреат и обладатель Гран-при V Московского международного фестиваля национальных искусства «Красота спасет мир» (г. Москва)
- 2007 — Победитель песенного конкурса миноритарных народов Европы «Laulun laulut» («Песни песен») (г. Паяла, Швеция)
- 2008 — Лауреат и обладатель Гран-при Открытого Всероссийского фестиваля-конкурса детского и юношеского творчества МОРОЗКО (г. Казань)
- 2012 — Лауреат Государственной премии Республики Мордовия в области искусства (г. Саранск)

## Звания участников
- Буянкин Юрий Александрович — заслуженный работник культуры Республики Мордовия (с 2009 г.)
- Алышева Елена Викторовна — заслуженная артистка Республики Мордовия (с 2008 г.)
- Князьков Алексей Алексеевич — заслуженный работник культуры Республики Мордовия (с 2011 г.)
- Алёшкин Андрей Степанович — заслуженный художник Республики Мордовия (с 2007 г.)

## Фотогалерея

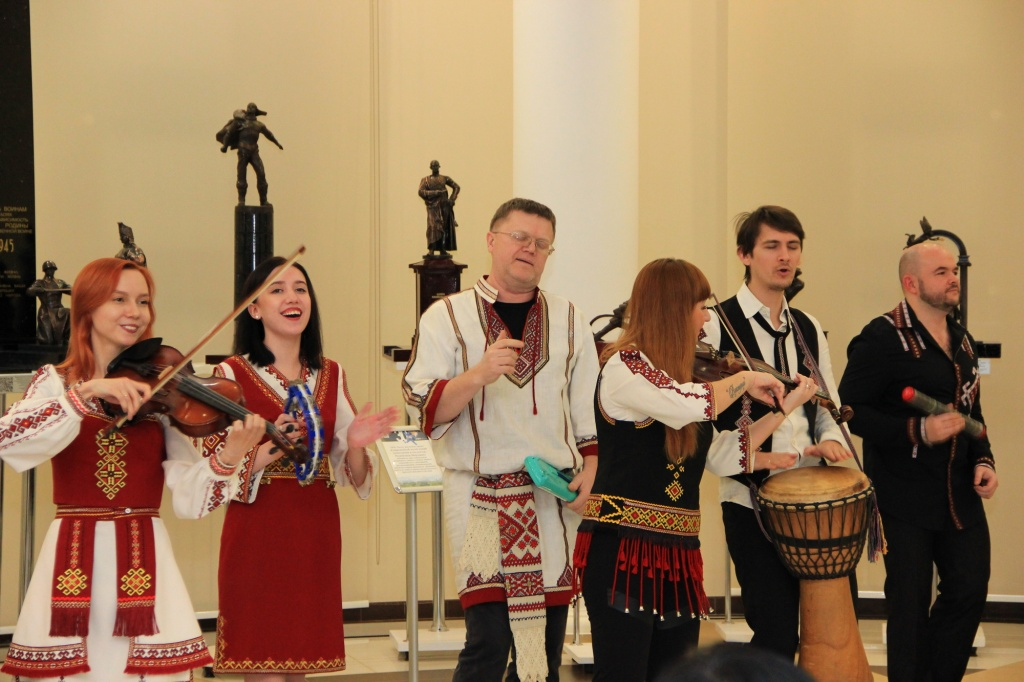
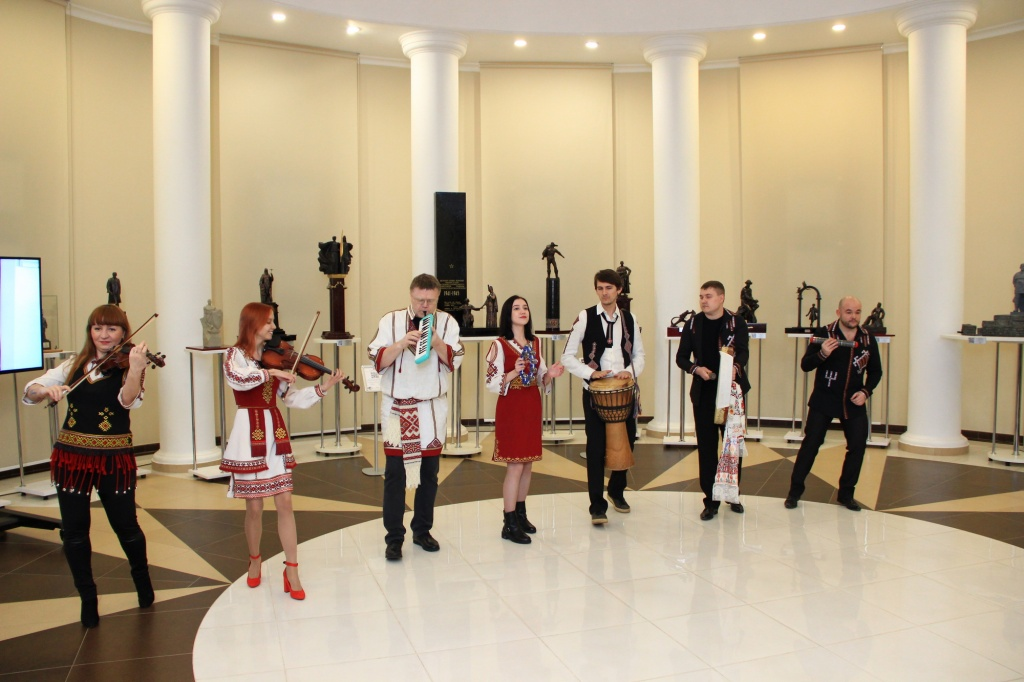